# 無綫電視外購中國大陸電影列表
本條目列出曾經於無綫電視播放，惟非由其公司所製作的外購中國電影。
電影在大中華區的其他譯名可參考模板:CGroup/Movie。

註：電影名稱前的為該電影於無綫電視的首播日期及頻道，電影名稱後的為該電影於其所屬地區的放映年份(如有)。

於1970年後以播出作品的記錄
- 無粤語配音以此底色標示

## 1980年代
| 首播日期                     | 頻道          | 電影名稱(英文) (中文)                | 發行年份 | 備註                               |
| 1987年11月23日               | 明珠台        | Yellow Earth 黃土地                  | 1984     | 國際電影周                         |
| 1987年11月29日 1990年9月11日 | 翡翠台 明珠台 | My Memories of Old Beijing 城南舊事  | 1982     |                                    |
| 1988年3月28日                | 翡翠台        | People at Their Middle Ages 人到中年 | 1982     |                                    |
| 1988年10月6日 1990年8月5日   | 明珠台 翡翠台 | Old Well 老井                        | 1986     | 國際電影周                         |
| 1989年11月28日 1990年7月29日 | 明珠台 翡翠台 | Red Sorghum 紅高粱                   | 1987     | 國際電影周 1991年6月16日重播(明珠) |

## 1990年代
| 首播日期                   | 頻道          | 電影名稱(英文) (中文)                       | 發行年份 | 備註                                 |
| 1990年8月12日              | 翡翠台        | Swan Song 絕響                              | 1985     |                                      |
| 1990年8月19日              | 翡翠台        | Dr. Sun Yat-Sen 孫中山                      | 1986     |                                      |
| 1990年8月26日              | 翡翠台        | The Big Parade 大閱兵                       | 1986     |                                      |
| 1993年5月22日              | 明珠台        | Raise The Red Lantern 大红灯笼高高挂        | 1991     | 1994年9月16日重播 1995年10月28日重播 |
| 1993年11月28日             | 明珠台        | Family Portrait 四十不惑                    | 1992     | 1994年12月4日重播 1995年9月23日重播  |
| 1994年9月18日              | 明珠台        | Life On A String 邊走邊唱                   | 1990     |                                      |
| 1995年9月22日 1996年6月1日 | 明珠台 翡翠台 | Shanghai Fever 股疯                         | 1994     | 中港合作                             |
| 1996年10月27日             | 明珠台        | To Live 活着                                | 1994     | 國際電影周                           |
| 1999年4月18日              | 明珠台        | Red Firecracker, Green Firecracker 炮打雙燈 | 1994     | 中港合作                             |
| 19__年__月__日             | 翡翠台        | Red Cherry 紅櫻桃                           | 1995     |                                      |

## 2000年代
| 首播日期                    | 頻道              | 電影名稱(英文) (中文)                           | 發行年份 | 備註 |
| 2001年10月1日               | 明珠台            | The King of Masks 變臉                          | 1996     | |
| 2003年6月15日               | 明珠台            | Shower 洗澡                                     | 1999     | |
| 2006年8月19日               | 明珠台            | Happy Times 幸福時光                            | 2000     | |
| 2007年8月12日               | 明珠台            | Cell Phone 手機                                 | 2003     | |
| 2007年8月19日               | 明珠台            | Balzac and the Little Chinese Seamstress 小裁縫 | 2002     | |
| 2008年1月1日                | 翡翠台 高清翡翠台 | A World Without Thieves 天下無賊                | 2004     | |
| 2008年4月6日                | 翡翠台 高清翡翠台 | Hero 英雄                                       | 2002     | 中港合作 星期日影院 2009年6月27日重播                                                                    |
| 2008年4月19日               | 翡翠台 高清翡翠台 | Fearless 霍元甲                                 | 2006     | 中港合作 高清好戲派 2009年11月8日重播 2010年9月19日重播                                                  |
| 2008年4月26日               | 翡翠台 高清翡翠台 | House of Flying Daggers 十面埋伏                | 2004     | 中港合作 高清好戲派 2009年6月28日重播                                                                    |
| 2008年9月7日                | 明珠台            | Jasmine Women 茉莉花開                          | 2004     | |
| 2009年2月16日               | 翡翠台 高清翡翠台 | The Knot 雲水謠                                 | 2006     | 兩岸合作 2010年5月2日重播 2011年3月28日重播(高清翡翠台) 2017年11月27日重播(翡翠) 2018年5月21日重播(翡翠) |
| 2009年2月21日               | 翡翠台 高清翡翠台 | Curse of the Golden Flower 滿城盡帶黃金甲       | 2006     | 高清好戲派 2010年9月12日重播                                                                             |
| 2009年5月1日                | 翡翠台 高清翡翠台 | The Promise 無極                                | 2005     | 2010年6月13日重播 2011年1月23日重播                                                                      |
| 2009年10月4日               | 明珠台            | Still Life 三峽好人                             | 2006     | 2010年7月25日重播                                                                                        |
| 2009年10月11日 2010年5月9日 | 明珠台 翡翠台     | The Road Home 我的父親母親                      | 1999     | |
| 2009年10月18日 2011年4月4日 | 明珠台 翡翠台     | Riding Alone for Thousands of Miles 千里走單騎  | 2005     | |
| 2009年10月25日              | 明珠台            | Not One Less 一個都不能少                       | 1999     | |
| 2009年11月1日 2011年9月12日 | 明珠台 翡翠台     | Kekexili: Mountain Patrol 可可西里              | 2004     | |

## 2010年代
註：高清翡翠台後更名為「J5」及「財經·資訊台」。
| 首播日期                                    | 頻道                         | 電影名稱(英文) (中文)                                               | 發行年份 | 備註 |
| 2010年5月28日 2011年1月31日                 | 明珠台 翡翠台                | Big Shot's Funeral 大腕                                             | 2001     | |
| 2010年9月25日                               | 翡翠台 高清翡翠台            | Painted Skin 畫皮                                                   | 2008     | 中港合作 高清好戲派 2011年4月5日重播(翡翠) 2014年3月9日重播(翡翠)                                                |
| 2011年9月10日                               | 無綫電影台                   | Wind Blast 西风烈                                                   | 2010     | |
| 2012年8月4日 2013年8月18日 2014年8月30日    | 無綫電影台 翡翠台 高清翡翠台 | Love You You 夏日乐悠悠                                             | 2011     | 2016年7月2日重播(J5)                                                                                             |
| 2012年10月7日 2013年6月22日                 | 翡翠台 高清翡翠台            | The Message 风声                                                    | 2009     | 熱爆午夜場 |
| 2012年11月10日 2013年5月17日 2016年10月22日 | 無綫電影台 翡翠台 J5         | Mural 画壁                                                          | 2011     | 中港合作 2014年3月16日重播(翡翠)                                                                                 |
| 2013年1月26日                               | 翡翠台 高清翡翠台            | The Warlords 投名狀                                                 | 2007     | 中港合作 高清好戲派 2014年4月6日重播(翡翠) 2015年4月11日重播(翡翠)                                               |
| 2013年8月4日 2014年2月8日                   | 翡翠台 高清翡翠台            | If You Are the One 非诚勿扰                                         | 2008     | 星期日影院 2014年12月26日重播(翡翠) 2015年12月24日重播(高清翡翠台)                                               |
| 2013年10月13日 2014年12月24日 2016年4月23日 | TVB電影台 翡翠台 J5          | The Allure of Tears 倾城之泪                                        | 2011     | 2016年12月17日重播(J5)                                                                                           |
| 2013年10月14日                              | 高清翡翠台                   | Forever Enthralled 梅蘭芳                                           | 2008     | 中港合作 2016年4月30日重播(J5)                                                                                   |
| 2014年1月18日 2017年10月1日                 | 高清翡翠台 翡翠台            | My Kingdom 大武生                                                   | 2011     | 中港合作 週六高清影院 2016年10月10日重播(J5)                                                                     |
| 2014年5月6日 2017年4月17日                  | 翡翠台 J5                    | What Women Want 我知女人心                                          | 2011     | 2018年6月24日重播(翡翠)                                                                                          |
| 2014年5月31日                               | 翡翠台 高清翡翠台            | Detective Dee and the Mystery of the Phantom Flame 狄仁傑之通天帝國 | 2010     | 中港合作 高清好戲派 2015年5月25日重播(翡翠) 2016年1月10日重播(翡翠)                                              |
| 2014年10月4日                               | 翡翠台 高清翡翠台            | Red Cliff Part 1 赤壁                                               | 2008     | 中港合作 高清好戲派 2016年1月17日重播(翡翠) 2017年6月18日重播(翡翠)                                              |
| 2014年10月11日                              | 翡翠台 高清翡翠台            | Red Cliff Part 2 赤壁：決戰天下                                     | 2009     | 中港合作 高清好戲派 2016年1月24日重播(翡翠) 2017年6月25日重播(翡翠)                                              |
| 2014年12月23日 2016年12月24日               | 翡翠台 J5                    | Snowfall in Taipei 台北飄雪                                         | 2009     | 中日港台合作 |
| 2014年12月27日 2015年12月25日               | 翡翠台 高清翡翠台            | If You Are the One 2 非诚勿扰2                                      | 2010     | |
| 2015年3月8日 2016年7月1日                   | 翡翠台 J5                    | Mulan: Rise of a Warrior 花木蘭                                     | 2009     | 星期日影院 |
| 2015年4月6日 2017年11月27日 2018年6月24日   | 高清翡翠台 翡翠台 J2         | Love Is Not Blind 失恋33天                                          | 2011     | |
| 2015年4月7日                                | 高清翡翠台                   | Mr. & Mrs. Single 隱婚男女                                          | 2011     | 中港合作 2015年12月31日重播 2016年11月5日重播(J5)                                                                |
| 2015年5月1日                                | 高清翡翠台                   | Under the Hawthorn Tree 山楂树之恋                                  | 2010     | 2016年7月23日重播(J5)                                                                                            |
| 2015年7月1日                                | 高清翡翠台                   | The Sun Also Rises 太阳照常升起                                     | 2007     | 2017年3月4日重播(J5)                                                                                             |
| 2015年7月11日                               | 翡翠台                       | Drug War 毒戰                                                       | 2013     | 中港合作 夏日影院 2017年8月27日重播 2017年12月31日重播                                                           |
| 2015年8月2日                                | 翡翠台                       | Flying Swords of Dragon Gate 龍門飛甲                               | 2011     | 中港合作 夏日影院 2016年4月17日重播 2017年1月14日重播 2018年4月15日重播                                          |
| 2015年8月2日                                | 翡翠台                       | Finding Mr. Right 北京遇上西雅图                                    | 2013     | 星期日影院 2016年4月24日重播 2019年5月26日重播                                                                   |
| 2015年8月30日                               | 翡翠台                       | Let the Bullets Fly 让子弹飞                                        | 2010     | 夏日影院 2016年10月16日重播 2017年9月24日重播                                                                    |
| 2015年10月21日 2019年3月31日                | 高清翡翠台 翡翠台            | So Young 致我们终将逝去的青春                                       | 2013     | 2017年1月14日重播(J5)                                                                                            |
| 2015年12月25日 2016年6月18日 2019年2月5日   | 翡翠台 J5 J2                 | Where Are We Going, Dad? 爸爸去哪兒 大電影                          | 2014     | 2020年3月22日重播(翡翠)                                                                                          |
| 2016年1月1日                                | 高清翡翠台                   | One Night Surprise 一夜惊喜                                         | 2013     | 2016年11月12日重播(J5) 2017年4月14日重播(J5)                                                                     |
| 2016年2月7日 2022年7月31日                  | 翡翠台 J2                    | Journey to the West: Conquering the Demons 西游·降魔篇              | 2013     | 中港合作 星期日影院 2017年1月2日重播(翡翠) 2018年5月1日重播(翡翠) 2019年6月9日重播(翡翠) 星期日開片              |
| 2016年4月4日                                | 翡翠台                       | Painted Skin: The Resurrection 画皮II                               | 2012     | 2017年10月8日重播 2018年4月5日重播                                                                               |
| 2016年4月9日 2018年10月7日                  | J5 翡翠台                    | Caught in the Web 搜索                                              | 2012     | 名家光影世界 |
| 2016年5月7日 2019年4月7日                   | J5 翡翠台                    | The Stolen Years 被偷走的那五年                                     | 2013     | 兩岸合作 名家光影世界                                                                                            |
| 2016年6月25日 2018年6月17日                 | J5 翡翠台                    | Ocean Heaven 海洋天堂                                               | 2010     | 中港合作 J5院線                                                                                                  |
| 2016年7月9日                                | J5                           | The First Time 第一次                                               | 2012     | 中港合作 J5院線 2017年2月25日重播                                                                                |
| 2016年12月25日 2019年2月6日                 | 翡翠台 J2                    | Where Are We Going, Dad? 2 爸爸去哪兒 2 大電影                      | 2015     | 2018年6月17日重播 2020年3月29日重播(翡翠) 2021年4月4日重播(翡翠)                                                 |
| 2017年1月1日 2017年1月28日                  | 為食台 J5                    | A Bite of China: Celebrating the Chinese New Year 舌尖上的新年      | 2016     | TVB網頁 （页面存档备份，存于） 2018年2月16日及19日重播（無綫財經·資訊台）                                        |
| 2017年1月21日 2020年10月4日                 | J5 翡翠台                    | My Old Classmate 同桌的                                             | 2014     | J5院線 |
| 2017年1月21日                               | 翡翠台                       | The Last Supper 王的盛宴                                            | 2012     | 星期六影院 2018年11月4日重播 2019年6月9日重播                                                                    |
| 2017年3月11日 2018年9月23日                 | J5 翡翠台                    | Love for Life 最爱                                                  | 2011     | J5院線 |
| 2017年5月6日 2018年4月30日                  | J5 翡翠台                    | Aftershock 唐山大地震                                               | 2010     | |
| 2017年7月9日                                | 翡翠台                       | Switch 天機：富春山居圖                                             | 2013     | 中港合作 2018年5月6日重播 2019年4月28日重播                                                                      |
| 2017年12月10日                              | 翡翠台                       | The Crossing 太平輪：亂世浮生                                       | 2014     | 中港合作 星期日影院 2019年10月13日重播                                                                           |
| 2017年12月17日                              | 翡翠台                       | The Crossing 2 太平輪：驚濤摯愛                                     | 2015     | 中港合作 星期日影院 2019年10月20日重播                                                                           |
| 2018年2月18日 2019年1月1日                  | 翡翠台 J2                    | Monster Hunt 捉妖记                                                 | 2015     | 中港合作 星期日影院 2019年9月29日重播(翡翠) 2020年8月9日重播(翡翠) 2021年10月13日重播(翡翠) 2023年7月9日重播(J2) |
| 2018年2月20日                               | 翡翠台                       | Women Who Flirt 撒嬌女人最好命                                      | 2014     | 2019年5月1日重播 2020年1月12日重播 2021年1月24日重播                                                             |
| 2019年5月13日                               | 翡翠台                       | Crouching Tiger, Hidden Dragon: Sword of Destiny 臥虎藏龍：青冥寶劍 | 2016     | 中美合作 2020年10月26日重播 2021年4月18日重播                                                                    |
| 2019年10月13日                              | 翡翠台                       | The Underdog Knight 硬汉                                            | 2008     | 2020年11月22日重播                                                                                               |

## 2020年代
| 首播日期      | 頻道   | 電影名稱(英文) (中文)               | 發行年份 | 備註                                          |
| 2020年10月1日 | 翡翠台 | The Founding of a Republic 建國大業 | 2009     |                                               |
| 2021年2月20日 | 翡翠台 | Wolf Warrior 2 戰狼II               | 2017     | 2022年1月1日重播                              |
| 2021年5月19日 | 明珠台 | Born in China 我們誕生在中國        | 2016     | 中美法合作 2021年10月1日重播                  |
| 2021年5月30日 | 明珠台 | The Great Wall 長城                 | 2016     | 中美合作 首播時不設粵語配音 2022年1月15日重播 |
| 2021年10月1日 | 翡翠台 | My People, My Country 我和我的祖國  | 2019     |                                               |
| 2022年10月1日 | 翡翠台 | My Country, My Parents 我和我的父輩 | 2021     |                                               |
| 2023年7月16日 | J2     | Monster Hunt 2 捉妖記2              | 2018     | 中港合作 星期日開片（J2）                     |
| 2023年10月1日 | 翡翠台 | The Sacrifice 金剛川                | 2020     |                                               |
| 2024年3月16日 | 翡翠台 | Hi, Mom 你好，李煥英                | 2021     | 2025年7月1日重播                              |
| 2024年10月1日 | 翡翠台 | The Rescue 緊急救援                 | 2020     | 中港合作                                      |

## 外部連結
- 2001年《明珠930》節目介紹
- 2002年1月至9月明珠台節目表